# Intercâmbio de Jovens do Rotary
O Intercâmbio de Jovens do Rotary ou Programa de Intercâmbio de Jovens (PIJ) é um dos principais projetos do Rotary International (RI). Desde a década de 20, o Rotary International tem mandado jovens mundo afora para experimentar novas culturas. Todos os anos, milhares de estudantes do ensino médio são patrocinados por Rotary Clubs no mundo todo.

## Início
No início, o Intercâmbio de Jovens envolvia apenas alguns clubes. O primeiro intercâmbio dentro da história rotária foi organizado em 1927, com o Rotary Club de Nice, na França. Com o início da Segunda Guerra Mundial, os intercâmbios europeus cessaram mas foram reiniciados após essa conflagração. Dez anos mais tarde, este projeto chegava até a América, mais precisamente nos Estados Unidos. Intercâmbios entre clubes da Califórnia e países latino-americanos foram iniciados em 1939, e estenderam-se ao leste dos Estados Unidos em 1958. Em 1972, o Rotary International resolveu sugerir e encorajar todos os Rotary Clubs do mundo a patrocinar o Intercâmbio de Jovens do Rotary como importante atividade internacional.

## Atualmente
Atualmente, mais de 100 países estão envolvidos no Programa de Intercâmbio do Rotary International que conta com a participação de, aproximadamente, 9000 jovens todos os anos.
Com mais de 32.000 clubes em todo o mundo, o Rotary International conta com uma imensa rede de voluntários prontos para servir dentro ou fora de suas comunidades, patrocinando um dos maiores programas de intercâmbio de jovens do mundo.
No Brasil, a procura pelos serviços do Rotary é intensa. Em 2001, por exemplo, o número de intercambistas envolvidos bateu o recorde com a marca de 1023 jovens, o que representou 55% dos intercambistas da América Latina.

## Benefícios para os intercambistas
- Ampliar a visão de mundo com o exercício de hábitos e costumes diferentes.
- Aprender a melhor enfrentar difíceis situações e a tomar decisões.
- Desenvolver maior capacidade de liderança.
- Aprender uma língua estrangeira e tornar-se mais qualificado para uma colocação profissional.
- Estudar e observar aspectos interessantes da vida e cultura do país hospedeiro.
- Agregar informações e conhecimentos variados que farão diferença no futuro.
- Conviver com os problemas e as soluções nas comunidades de um país diferente, exercitando a boa-vontade e o entendimento entre as nações (um dos princípios do Rotary).
- Poder agir como embaixador do país de origem, levando aos Rotary Clubes e aos grupos de jovens de seu país hospedeiro um maior conhecimento sobre suas origens.

## Tipos de Intercambistas
Dentro do sistema do Rotary International, existem três tipos de intercambistas:

### Inbounds
Os chamados Inbounds são aqueles que estão em um país anfitrião, país que os acolhe;

### Outbounds
Outbounds são os estudantes patrocinados que saem de seu país de origem para morar em outro;

### Rebounds
Rebound é o estudante que retorna. Jovem que recentemente regressou ao país de origem, após o intercâmbio.

## Tipos de Programa
Há dois tipos de programa do Intercâmbio de Jovens do Rotary ou Rotary Youth Exchange Program (YEP), em inglês. São eles:

### O programa de longa duração
No qual o intercambista entre 15 e 19 anos cursa um ano letivo no exterior e mora na casa de uma ou até quatro famílias, sendo 3 o número mais comum.

### O programa de curta duração
No qual o intercambista passa as férias no exterior. Geralmente não envolvem experiência acadêmica. A duração é de, em média, 2 meses.

### O programa jovem destaque
No qual jovens que não conseguem pagar o programa, mas são destaque em sua comunidade são patrocinados financeiramente por um Rotary Club.

## Processo Seletivo
Tendo em vista que o Intercâmbio de Jovens do Rotary é muito procurado, o processo seletivo teve de ser posto em prática. Geralmente, é feito na mesma ordem posta abaixo. Ele pode variar de distrito para distrito ou de país para país.
Tal processo é divido em:

### Primeira fase

#### Application
O estudante recebe o chamado application, que é um formulário que consiste em informações gerais, histórico médico, histórico dentário, relatório do diretor ou professor da escola, boletim das duas últimas séries cursadas e perguntas pessoais respondidas pelo candidato e seus pais. O application tem de 12 a 15 páginas e deve ter 4 cópias tiradas, a fim de que sejam mandadas para outros países.
Se o estudante é aceito no programa, o comitê do intercâmbio de jovens irá apontá-lo para um país anfitrião e mandar os papéis dele para aquele país.

#### Prova
Em alguns distritos, uma prova é feita para testar os conhecimentos do candidato. Nesta prova são pedidos diversos assuntos, tais como: conhecimentos gerais, atualidades, conhecimentos de Rotary, Língua Inglesa, Língua Portuguesa, História, entre outros.
A aplicação da prova é optativa, sendo que o distrito só a faz necessária no caso de muitos candidatos.
O número de questões, tanto optativas quanto discursivas, são escolhidas pelo distrito.

#### Entrevista(s)
Para testar o psicológico e emocional do candidato, entrevistas são feitas para selecionar os melhores preparados.
Provavelmente, o estudante será inicialmente entrevistado por um Rotary Club e, depois de avaliado, esse clube concordará em patrociná-lo.
Ele provavelmente passará por uma outra rodada de entrevistas no distrito antes de uma decisão final. Em alguns distritos, há muita competição por apenas poucas vagas. Em outros, existem mais vagas do que candidatos. E na maioria das vezes que isso acontece, o distrito aceita todos aqueles que estão qualificados e preparados.
O comitê de intercâmbio pode levar uma variedade de fatores em consideração quando fizer acordo com o país anfitrião, incluindo os países que o estudante está mais interessado, habilidades linguísticas, o número de candidatos esperando para ir para cada país e aonde os rotarianos acham ser o país mais apropriado para o estudante. Outra maneira de decidir feita por alguns distritos é uma entrevista valendo pontos. Nestes distritos, caso três candidatos requerem França como sua primeira opção e o distrito pode mandar somente um estudante para lá, os rotarianos deverão mandar aquele que mais pontuou em sua entrevista.
É comum que a família do candidato também seja entrevistada.

### Segunda fase

#### Guarantee form
O candidato pode ou não ter sua vaga garantida no primeiro país de sua preferência. Portanto, é aconselhável que se faça uma lista com países de preferência para agilizar a confirmação. A confirmação se dá quando o candidato recebe o guarantee form (GF) ou formulário de garantia, em português.
Após o país anfitrião receber o application do estudante, os papéis serão encaminhados para um Rotary Club anfitrião, que vai arranjar famílias e escola anfitriãs para o intercambista. O clube anfitrião pegará uma variedade de assinaturas do application e depois mandar parte disso de volta para a casa do estudante no país de origem como comprovação de sua estadia no exterior. Esses formulários são geralmente necessários para que os candidatos possam tirar o visto para ir para o país anfitrião.

## Orientações
Antes de partirem, muitos distritos oferecem orientações para os estudantes.

### Palestras e Atividades
Essas orientações geralmente incluem uma variedade de palestras e atividades moldadas para preparar os estudantes para seus intercâmbios. Os tópicos das palestras incluem regras do programa, discussões com ex-intercambistas sobre suas experiências e informação sobre o que estudantes devem fazer antes de sua partida.

### Apresentação
Estudantes também aprendem como fazer uma apresentação sobre seu país e região de origem, a qual será requerida para apresentar para seu Rotary Club anfitrião e também para outros grupos.

### Regras
As regras podem variar um pouco, mas os 4D aplicam-se para todos os estudantes indiferente do país de origem. Os 4D são as quatro principais regras do Intercâmbio de Jovens do Rotary. Se um intercambista quebrar qualquer uma dessas quatro regras, ele pode ser removido do programa:
1. No driving (Não dirigir)
2. No drinking (Não beber)
3. No dating (Não namorar)
4. No drugs (Não se drogar)
Algumas vezes um D extra pode ser adicionado, sendo "No defacing the body" (Não deformar o corpo), referindo-se a tatuagem e piercing, ou "No debt" (Não se endividar). Há, às vezes, a adição de P, T e 2 S extras. P significando "No pornography" (Não divulgar pornografia), T significando responsabilidade quanto ao uso de Tecnologia (Computador, Internet, etc) e os 2 S para "No sex" (Não transar) e "No smoking" (Não fumar).

## ROTEX
Rotex (Alumni) é o grupo de ex-intercambistas do Intercâmbio de Jovens do Rotary que se reúnem para promover o companheirismo, dividir experiências e ajudar futuros intercambistas. Realizam também vários tipos de atividade para manter o contato uns com os outros e também com o intercâmbio. Embora não seja um programa oficial do Rotary, o Rotex trabalha principalmente como um grupo de ajuda aos envolvidos no Programa de Intercâmbio.

## Blazers
Grande maioria dos intercambistas do Rotary podem ser reconhecidos por seus blazers. O blazer é de uso obrigatório do intercambista do Rotary e é uma ótima ferramenta para reconhecimento em aeroportos, viagens e afins.
Enquanto muitos países recomendem o azul-marinho, o blazer pode ser também verde-escuro, vermelho, preto, marrom, entre outros. A cor do blazer geralmente depende de que país ou região o intercambista vem. Um tradição rotária é que os intercambistas cubram seus blazers com pins ou bottons e outros apetrechos que eles tenham trocado com outros estudantes ou comprado em lugares que eles visitaram como evidência de seu intercâmbio. É muito popular que os estudantes tragam uma grande coleção de pins de seu país ou região de origem e depois troquem com intercambistas de outras localidades. Esta tradição é popular em qualquer parte do mundo onde haja um intercambista do Rotary.

### Cores
Veja alguns exemplos de cores conforme o país:

#### Azul
- Alemanha - azul
- Brasil - azul-marinho
- Canadá - vermelho/preto/azul
- Dinamarca - azul-marinho
- Estados Unidos - azul-marinho
- Finlândia - azul-claro
- França - azul-marinho ou claro
- Hungria - azul-marinho
- Japão - azul-marinho
- México - azul-marinho/verde
- Países Baixos - azul-marinho
- Suécia - azul-marinho

#### Bordô
- Suíça - bordô

#### Verde
- África do Sul - verde
- Austrália - verde
- México - azul-marinho/verde
- Taiwan - verde-escuro (Verde-claro no ano 2006-2007. Verde-escuro desde 2007)

#### Vermelho
- Canadá - vermelho/preto/azul

#### Preto
- Canadá - vermelho/preto/azul
- Nova Zelândia - preto
- Zimbábue - preto